# Вернон (Нью-Йорк)
Вернон (англ. Vernon) — місто (англ. town) в США, в окрузі Онейда штату Нью-Йорк. Населення — 8318 осіб (2020).

## Демографія
Згідно з переписом 2010 року, у місті мешкало 5408 осіб у 2250 домогосподарствах у складі 1443 родин. Було 2406 помешкань
Расовий склад населення:
| - 96,8 % — білих - 0,8 % — корінних американців - 0,4 % — чорних або афроамериканців - 0,4 % — азіатів |

До двох чи більше рас належало 1,4 %. Частка іспаномовних становила 1,1 % від усіх жителів.
За віковим діапазоном населення розподілялося таким чином: 22,5 % — особи молодші 18 років, 61,1 % — особи у віці 18—64 років, 16,4 % — особи у віці 65 років та старші. Медіана віку мешканця становила 42,8 року. На 100 осіб жіночої статі у місті припадало 98,0 чоловіків;  на 100 жінок у віці від 18 років та старших — 96,7 чоловіків також старших 18 років.
Середній дохід на одне домашнє господарство  становив 75 316 доларів США (медіана — 59 132), а середній дохід на одну сім'ю — 88 531 долар (медіана — 73 500). Медіана доходів становила 49 777 доларів для чоловіків та 46 118 доларів для жінок. За межею бідності перебувало 7,9 % осіб, у тому числі 14,1 % дітей у віці до 18 років та 4,5 % осіб у віці 65 років та старших.
Цивільне працевлаштоване населення становило 2726 осіб. Основні галузі зайнятості: освіта, охорона здоров'я та соціальна допомога — 30,4 %, виробництво — 15,4 %, мистецтво, розваги та відпочинок — 8,4 %, роздрібна торгівля — 8,1 %.